# 伯尼·埃克莱斯顿
伯纳德·查尔斯·“伯尼”·埃克莱斯顿（英語：Bernard Charles "Bernie" Ecclestone，1930年10月28日—）是著名的英国富豪。他通过对一级方程式赛事的母公司——阿尔法-普莱玛（Alpha Prema）拥有的部分所有权，成为了一级方程式管理委员会和一级方程式管理公司的总裁兼首席执行官。正因为如此，他被普遍认为是一级方程式赛事的「掌门人」。他的目标主要是将F1变成一门生意，但依據协和协议的條款，他和名下的公司也負有管理一级方程式赛车大奖赛的行政責任。
2016年底，美国公司自由媒体公司以64亿美元的价格收购一级方程式集团，伯尼·埃克莱斯顿在2017年1月23日宣布离职。他的位置由美国人切斯·凯里接任。

## 生平

### 车手生涯
伯尼16岁就离开了学校，开启了他的车手生涯。 在500CC Formula 3系列赛中取得相当成功的业余生涯之后，他将注意力转向了商业交易。 虽然此后又回归F1，但甚至未能获得 1958 摩纳哥大奖赛的参赛资格。职业生涯开始时伯尼对每一场大奖赛都充满信心，然而在1958赛季埃文斯 - 刘易斯在摩洛哥发生可怕的撞车事故后，伯尼心有余悸，随后在方程式赛车的比赛中逐渐消失。

### 商人生涯
1972年，伯尼买下了布拉汉姆车队，并担任车队经理一职。随后伯尼带领车队包揽了1981和1983两赛季车队与个人世界冠军，同时签约了巴西车手尼尔森皮奎特。1982年，他在十年车队经理任期结束之时以100万美元的价格售出布拉汉姆车队，引起轩然大波。伯尼的精明的商业头脑从他在F1商业生涯的早期阶段就显而易见。
1972年，伯尼与威廉姆斯车队领队弗兰克·威廉姆斯，March车队的马克思·莫斯利等人共同创立了F1制造商协会，简称“FOCA”（Formula One Constructor's Association），并在1978年当选为主席。当选为主席后，伯尼开始在全世界范围内大力发展赛车事业，尤其是世界一级方程式赛车，成为伯尼的“心头肉”。他在赛车赛事中首次采用电视转播技术，随后抬高转播费用，这也成为F1在上世纪发展如此迅猛的重要原因。
与此同时随着F1影响力不断提升，伯尼也获得了巨大的利益。他与大量赛道签订协议，并要求其缴纳高昂的承办费用；与制造商，车队谈判，迫使其做出对伯尼有利的决定；与制造商，车队蒙特泽莫罗、罗恩·丹尼斯等人拉帮结派，这使他能够在FOCA与整个赛车界站稳脚跟，并拥有了坚实可靠的盟友。同时，伯尼还享受着FIA的特权。1981年阿根廷大奖赛，布拉汉姆和莲花车队被发现使用违规部件。伯尼让时任FIA主席巴莱斯特禁止莲花车队相关部件，莲花上诉。但随后FIA宣布布拉汉姆车队获胜。
1976年开始，以伯尼、莫斯利为代表的FOCA与杜夫勒为代表的FISA发生矛盾。伯尼为了彰显自己的独立性，在未经FIA允许的条件下私自创办F1荷兰大奖赛。作为回应，杜夫勒创立了世界冠军赛（World Championship Racing）。随后两家纷争愈加激烈。1986年莫斯利重回FIA，他向巴莱斯特提议任命伯尼为FIA推广大使。任内他试图与苏联领导人勃列日涅夫谈判签订苏联大奖赛，但以失败告终。但在此之后他依然成功签约了奥地利大奖赛、中国大奖赛、韩国大奖赛等赛事。
近两年，这位90岁高龄的老人还会时不时地出现在围场，与他的熟人和F1车手交谈。

## 个人言论
- 2021年12月27日，F1前掌门人伯尼表示：与汉密尔顿的父亲老汉密尔顿通话后，他相信汉密尔顿可能不会再出现在2022赛季的赛场上。伯尼还认为，受到规则大改以及拉塞尔成为队友的影响，汉密尔顿下赛季可能面临失败的风险。“在2022年他有可能会失败，谁知道新车会怎样，还有一位充满雄心的队友乔治。乔治还没有赢得汉密尔顿的信任”
- “我愿意为他挡子弹。”2022年，伯尼曾表示他愿意为俄罗斯总统普京挡子弹，“他是一个杰出的人”，他说。同时，他也表达了对乌克兰总统泽连斯基的不满，并将冲突的责任归咎于后者之上。伯尼曾在2019年也表示过此类话语，暗示普京是欧洲最出色的领导人。[8][9]